# 佩鲁伊比
佩鲁伊比是巴西圣保罗州的一个市镇。总面积326.214平方公里，总人口57686人，人口密度176.8人/平方公里。